# Le Plantay
Le Plantay är en kommun i departementet Ain i regionen Auvergne-Rhône-Alpes i östra Frankrike. Kommunen ligger  i kantonen Chalamont som ligger i arrondissementet Bourg-en-Bresse. Kommunens areal är 19,96 km². År 2022 hade Le Plantay 569 invånare.

## Befolkningsutveckling
Antalet invånare i kommunen Le Plantay
Referens: INSEE